# Mistrzostwa Europy w Rugby 7 Mężczyzn 2019
Mistrzostwa Europy w Rugby 7 Mężczyzn 2019 – osiemnaste mistrzostwa Europy w rugby 7 mężczyzn, oficjalne międzynarodowe zawody rugby 7 o randze mistrzostw kontynentu organizowane przez Rugby Europe mające na celu wyłonienie najlepszej męskiej reprezentacji narodowej w tej dyscyplinie sportu w Europie. Zostały rozegrane w formie pięciu turniejów w trzech hierarchicznie ułożonych dywizjach w okresie od 8 czerwca do 22 lipca 2019 roku. W walce o tytuł mistrzowski brało udział dwanaście zespołów, pozostałe europejskie drużyny, które przystąpiły do rozgrywek, występowały w niższych dywizjach, pomiędzy wszystkimi czterema istniał system awansów i spadków. Zawody służyły również jako czwarty etap kwalifikacji do turnieju rugby 7 na Letnich Igrzyskach Olimpijskich 2020.
Przedzielony europejskim turniejem kwalifikacyjnym do LIO 2020 sezon był nierówny w wykonaniu większości zespołów. Pierwszy w historii kontynentalnego czempionatu tytuł zdobyli Niemcy, którzy po czwartym miejscu w otwierających zawodach zwyciężyli w drugich. Srebrne medale otrzymali triumfatorzy pierwszego turnieju, Francuzi, brązowe zaś Irlandczycy. Miejsce w turnieju kwalifikacyjnym do World Rugby Sevens Series (2020/2021) otrzymała czołowa trójka sezonu, niebędąca stałymi uczestnikami światowego cyklu, relegowana została natomiast Rumunia.

## Informacje ogólne
Mistrzostwa zostały rozegrane w formie pięciu turniejów – dwóch w GPS oraz trzech w niższych dywizjach.
Mistrzem Europy zostawała drużyna, która po rozegraniu dwóch turniejów w okresie od czerwca do lipca – w Moskwie i Łodzi – zgromadziła najwięcej punktów, które były przyznawane za zajmowane w nich miejsca:
| Miejsce | Punkty |
| ------- | ------ |
| 1       | 20     |
| 2       | 18     |
| 3       | 16     |
| 4       | 14     |
| 5       | 12     |
| 6       | 10     |
| 7       | 8      |
| 8       | 6      |
| 9       | 4      |
| 10      | 3      |
| 11      | 2      |
| 12      | 1      |

Reprezentacje w każdym z turniejów zostały podzielone na trzy czterozespołowe grupy rywalizujące w pierwszej fazie w ramach grup systemem kołowym, po czym nastąpiła faza pucharowa – czołowa ósemka awansowała do ćwierćfinałów, a pozostałe walczyły o Bowl. W fazie grupowej spotkania toczone były bez ewentualnej dogrywki, za zwycięstwo, remis i porażkę przysługiwały odpowiednio trzy, dwa i jeden punkt, brak punktów natomiast za nieprzystąpienie do meczu. W przypadku tej samej liczby punktów ich lokaty miały być ustalane kolejno na podstawie:
1. wyniku meczów pomiędzy zainteresowanymi drużynami;
2. lepszego bilansu punktów zdobytych i straconych;
3. lepszego bilansu przyłożeń zdobytych i straconych;
4. większej liczby zdobytych punktów;
5. większej liczby zdobytych przyłożeń;
6. rzutu monetą.

W przypadku remisu w fazie pucharowej organizowana była dogrywka składająca się z dwóch pięciominutowych części, z uwzględnieniem reguły nagłej śmierci.
Przystępujące do turnieju reprezentacje mogły liczyć maksymalnie dwunastu zawodników. Rozstawienie w każdych zawodach następowało na podstawie wyników poprzedniego turnieju, a w przypadku pierwszych zawodów – na podstawie rankingu z poprzedniego roku.
Pomiędzy dywizjami istniał system awansów i spadków – po zakończonym sezonie najsłabsza reprezentacja z Grand Prix Series oraz po dwie z kolejnych dwóch poziomów rozgrywek zostały relegowane do niższej klasy rozgrywkowej, a ich miejsce zajęli odpowiednio zwycięzca Trophy i finaliści Conference – z zastrzeżeniem, iż chronieni przed spadkiem są gospodarze turniejów.
W tym sezonie stawką zawodów prócz medali mistrzostw kontynentu stawką był także awans do europejskiego turnieju kwalifikacyjnego do LIO 2020, również dla zespołów z niższych poziomów rozgrywek. Prawo udziału w nim uzyskało dziewięć zespołów z GPS – prócz Walii i drużyn już zakwalifikowanych z World Rugby Sevens Series (2018/2019) – finaliści Trophy i triumfator Conference.

## Turnieje

### Moskwa (22–23 czerwca)
| Miejsce | Reprezentacja |
| ------- | ------------- |
| 1       | Francja       |
| 2       | Irlandia      |
| 3       | Anglia        |
| 4       | Niemcy        |
| 5       | Walia         |
| 6       | Hiszpania     |
| 7       | Portugalia    |
| 8       | Włochy        |
| 9       | Rosja         |
| 10      | Gruzja        |
| 11      | Polska        |
| 12      | Rumunia       |

|  |                 |           |           |                   |    |         |         |       |
|  | Półfinały       | Półfinały | Półfinały |                   |    | Finał   | Finał   | Finał |
|  | Półfinały       | Półfinały | Półfinały |                   |    | Finał   | Finał   | Finał |
|  | 23 czerwca 2019 |           |           |                   |    |         |         |       |
|  |                 |           |           |                   |    |         |         |       |
|  | Francja         | Francja   | 24        |                   |    |         |         |       |
|  | Francja         | Francja   | 24        | 23 czerwca 2019   |    |         |         |       |
|  | Anglia          | Anglia    | 19        |                   |    |         |         |       |
|  | Anglia          | Anglia    | 19        |                   |    | Francja | Francja | 31    |
|  | 23 czerwca 2019 |           |           |                   |    | Francja | Francja | 31    |
|  |                 |           | Irlandia  | Irlandia          | 26 |         |         |       |
|  | Niemcy          | Niemcy    | Irlandia  | Irlandia          | 26 | 10      |         |       |
|  | Niemcy          | Niemcy    |           |                   |    |         |         |       |
|  | Irlandia        | Irlandia  | 17        |                   |    |         |         |       |
|  | Irlandia        | Irlandia  | 17        | Mecz o 3. miejsce |    |         |         |       |
|  |                 |           |           |                   |    |         |         |       |
|  | 23 czerwca 2019 |           |           |                   |    |         |         |       |
|  |                 |           |           |                   |    |         |         |       |
|  | Anglia          | Anglia    | 24        |                   |    |         |         |       |
|  | Anglia          | Anglia    | 24        |                   |    |         |         |       |
|  | Niemcy          | Niemcy    | 14        |                   |    |         |         |       |
|  | Niemcy          | Niemcy    | 14        |                   |    |         |         |       |

### Łódź (20–21 lipca)
| Miejsce | Reprezentacja |
| ------- | ------------- |
| 1       | Niemcy        |
| 2       | Hiszpania     |
| 3       | Włochy        |
| 4       | Irlandia      |
| 5       | Francja       |
| 6       | Walia         |
| 7       | Portugalia    |
| 8       | Gruzja        |
| 9       | Rosja         |
| 10      | Anglia        |
| 11      | Polska        |
| 12      | Rumunia       |

|  |               |           |           |                   |    |           |           |       |
|  | Półfinały     | Półfinały | Półfinały |                   |    | Finał     | Finał     | Finał |
|  | Półfinały     | Półfinały | Półfinały |                   |    | Finał     | Finał     | Finał |
|  | 21 lipca 2019 |           |           |                   |    |           |           |       |
|  |               |           |           |                   |    |           |           |       |
|  | Hiszpania     | Hiszpania | 12        |                   |    |           |           |       |
|  | Hiszpania     | Hiszpania | 12        | 21 lipca 2019     |    |           |           |       |
|  | Włochy        | Włochy    | 7         |                   |    |           |           |       |
|  | Włochy        | Włochy    | 7         |                   |    | Hiszpania | Hiszpania | 14    |
|  | 21 lipca 2019 |           |           |                   |    | Hiszpania | Hiszpania | 14    |
|  |               |           | Niemcy    | Niemcy            | 28 |           |           |       |
|  | Irlandia      | Irlandia  | Niemcy    | Niemcy            | 28 | 7         |           |       |
|  | Irlandia      | Irlandia  |           |                   |    |           |           |       |
|  | Niemcy        | Niemcy    | 17        |                   |    |           |           |       |
|  | Niemcy        | Niemcy    | 17        | Mecz o 3. miejsce |    |           |           |       |
|  |               |           |           |                   |    |           |           |       |
|  | 21 lipca 2019 |           |           |                   |    |           |           |       |
|  |               |           |           |                   |    |           |           |       |
|  | Włochy        | Włochy    | 21        |                   |    |           |           |       |
|  | Włochy        | Włochy    | 21        |                   |    |           |           |       |
|  | Irlandia      | Irlandia  | 12        |                   |    |           |           |       |
|  | Irlandia      | Irlandia  | 12        |                   |    |           |           |       |